# Bugatti Type 35

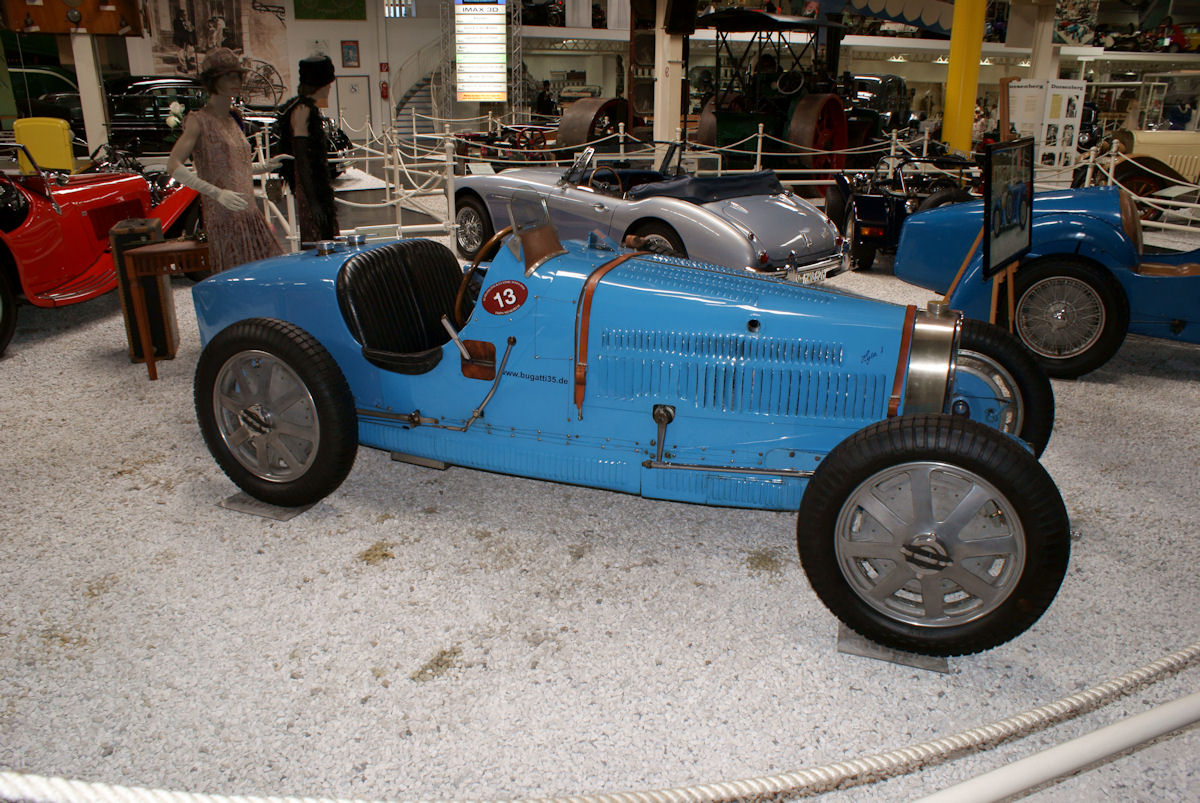
Bugatti Type 35 C

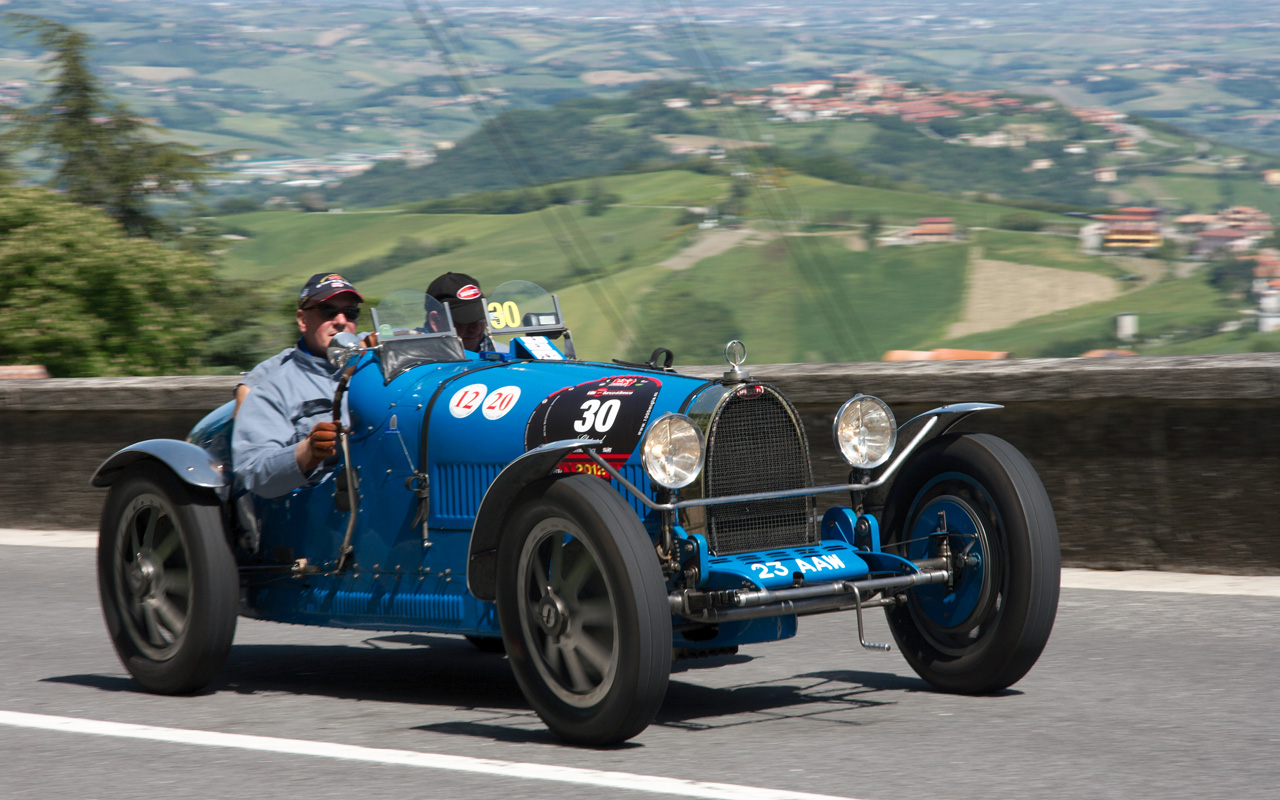
Bugatti Type 35 T

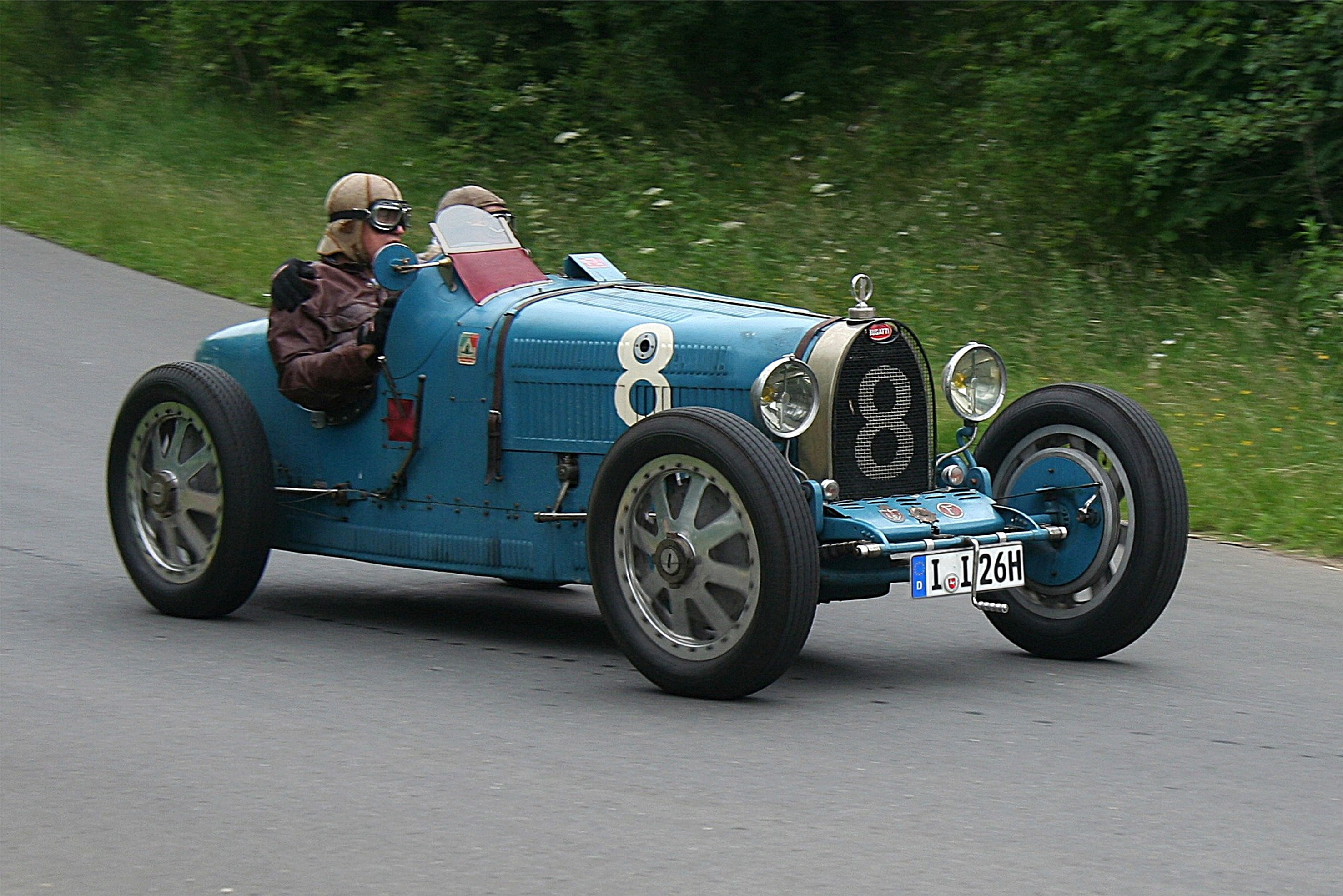
Bugatti T 35 B im Oldtimer Festival auf dem Nürburgring

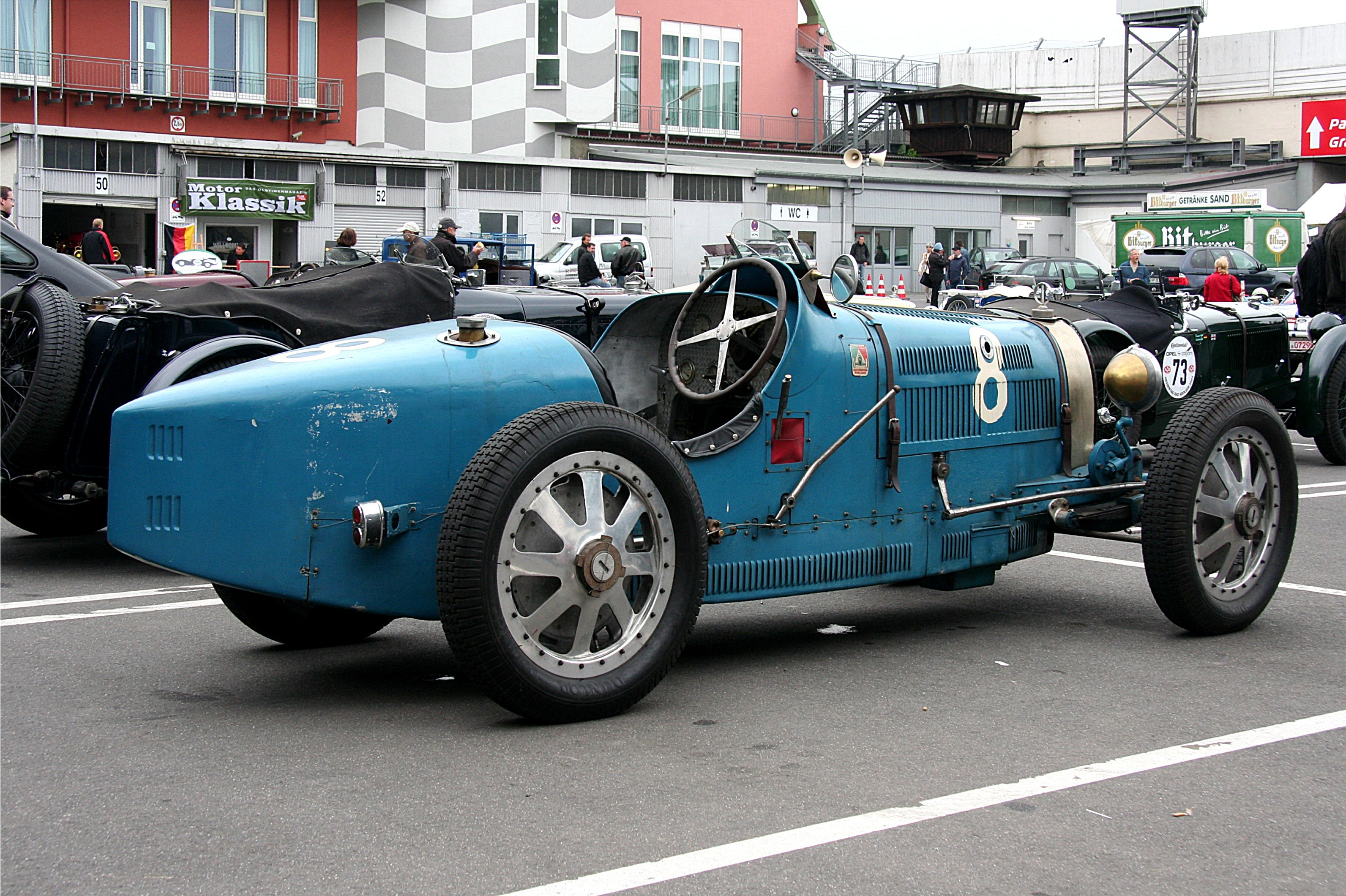
Bugatti T 35 B, auffallend die lange Lenkstange vom Lenkstockhebel zum Vorderrad

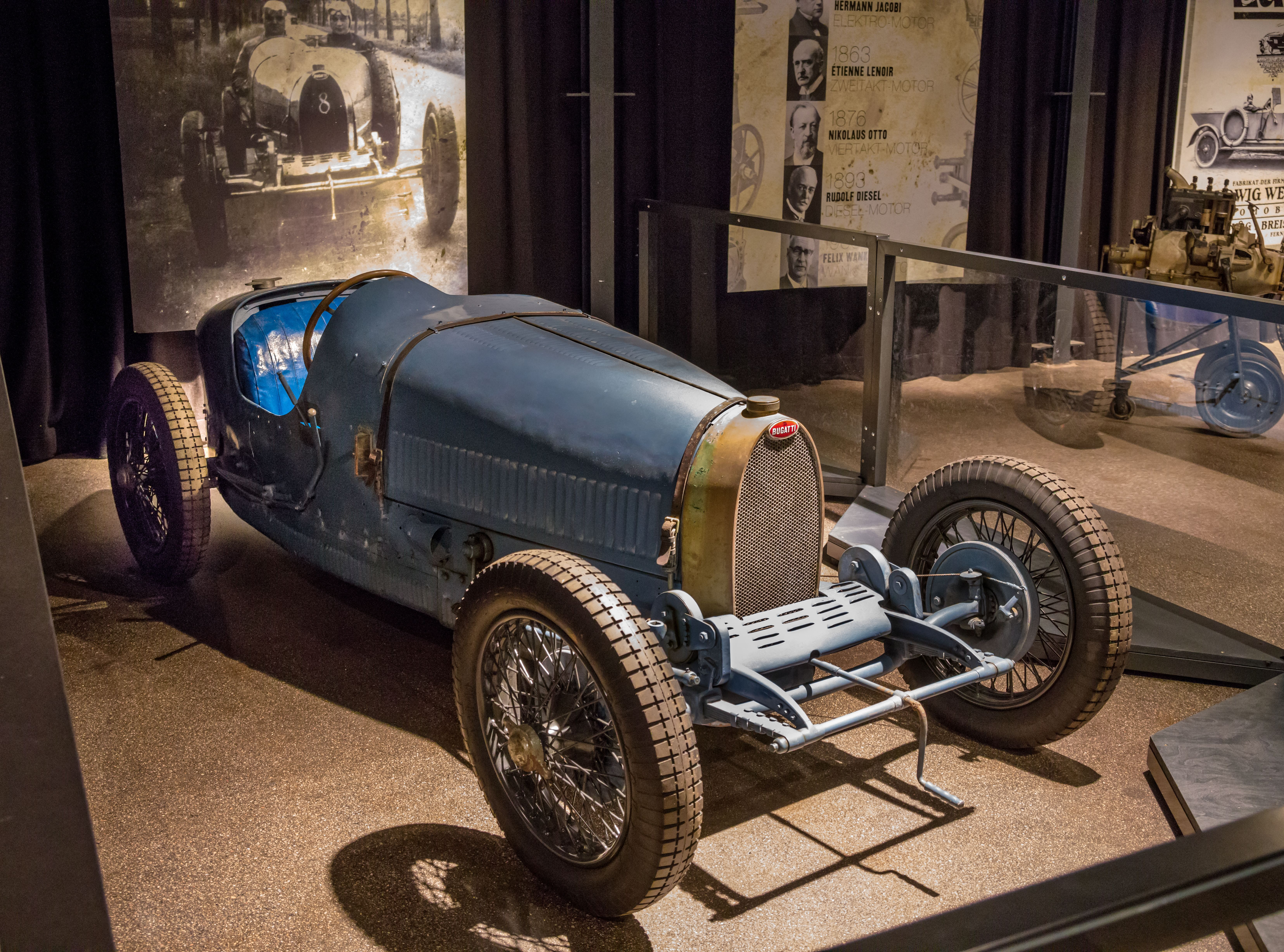
Bugatti Type 35 A

Der Bugatti Type 35 ist einer der erfolgreichsten Rennwagen der Automobilgeschichte. Das von Ettore Bugatti entworfene Auto war ein Schlüsselmodell für die Marke Bugatti und ein Höhepunkt des Rennwagenbaus der 1920er Jahre. Eine Variante war ein Sportwagen mit Straßenzulassung.

## Beschreibung
Es gibt fünf Ausführungen. Sie unterscheiden sich insbesondere beim Motor und in der Motorleistung.
Alle Versionen haben einen Achtzylinder-Reihenmotor. Er basiert auf dem Motor aus Type 29 und Type 30. Der Viertaktmotor hat Wasserkühlung. Die Bohrung beträgt einheitlich 60 mm. Pro Zylinder gibt es zwei Einlassventile und ein Auslassventil. Eine obenliegende Nockenwelle mit Königswellenantrieb steuert die Ventile.
Der Motor ist vorne im Fahrzeug eingebaut. Er treibt über ein Vierganggetriebe und eine Kardanwelle die Hinterachse an. Das Fahrzeug hat einen Leiterrahmen mit 240 cm Radstand und laut mehrerer Quellen 120 cm Spurweite; eine andere Quelle gibt davon abweichend als Spurweite vorn 1143 mm und hinten 1194 mm an. Die Fahrzeuge sind zwischen 3683 mm und 3700 mm lang. Der übliche Karosserieaufbau ist ein offener Zweisitzer.
Einen Bugatti Type 35 zu starten ist aufwendig: Als Erstes wird mit dem Batteriehauptschalter die Zündung eingeschaltet. Dann ist mit einer Handpumpe Druck auf den Tank zu geben, der Benzinhahn wird geöffnet und der Kraftstoff direkt in die Vergaser gepumpt. Mit einem Hebel am Armaturenbrett ist die Zündung auf „spät“ zu stellen und mit einem Handrad eine höhere als die übliche Leerlaufdrehzahl zu wählen. Danach wird der linke Teil der eventuell noch geschlossenen Motorhaube geöffnet, um beide Vergaser zu fluten. Mit der Kurbel vor dem Kühler wird der Motor mit wenigen Drehungen im Uhrzeigersinn angeworfen. Sobald er läuft, wird die Leerlaufdrehzahl zurückgenommen und die Zündung auf „früh“ gestellt. Dann läuft der Motor langsam warm. Nach einer Fahrt neigt der Motor zum Überhitzen, weil der Kühler keinen Lüfter hat.
Das Getriebe ist nicht synchronisiert. Geschaltet wird es mit dem rechts aus der Cockpitverkleidung herausragenden Hebel; der erste Gang liegt links hinten. Der größere, außen gelagerte Hebel ist die Handbremse. Das Bremspedal wirkt über Seilzüge auf vier Trommelbremsen. Um die Bremswirkung gleichmäßig zu verteilen, ist am Pedal ein Bremsausgleich eingebaut.
Beide Achsen sind starr, die vordere ist an Längsblattfedern geführt. Sie sind in Buchsen mit rechteckigem Querschnitt verkeilt, die am Achsrohr sitzen. Die Deichselachse hinten wird von den geschobenen (nach vorn weisenden) Viertelelliptikfedern seitlich und gezogenen Lenkern längs geführt. Die Deichsel ist ein Blechprofil, verläuft links von der Kardanwelle und ist neben dem Getriebe gelagert. Die Schneckenlenkung ist im Motorraum hinter dem Kompressor eingebaut, sodass die Lenksäule kurz, jedoch die Lenkstange zwischen Lenkstockhebel und Lenkhebel entsprechend länger ist. Die Lenkung braucht nur eine Lenkraddrehung von Anschlag zu Anschlag. Alle Type 35 außer 35 A hatten gegossene Aluminiumräder mit acht Flachspeichen, integrierter Bremstrommel, abnehmbarer Felge und Rudge-Zentralverschluss. Beim 35 A waren es Drahtspeichenräder.

## Ausführungen

### Bugatti Type 35
Der Type 35 ist die Standardausführung, die 1924 erschien. Einführung war am 3. August 1924. Es war ein Rennwagen für die damaligen Autorennen; seinen ersten Einsatz hatte er beim Großen Preis von Lyon.
Der Hubraum beträgt 1991 cm³ (Bohrung 60 mm, Hub 88 mm). Die Kurbelwelle hat fünf Kugellager plus Rollenlager. Die Motorleistung liegt bei 95 PS. Das Fahrzeug ist 145 cm breit; das Leergewicht beträgt ca. 750 kg. Als Höchstgeschwindigkeit werden je nach Quelle 180 km/h bis 190 km/h erreicht. Der Neupreis in Deutschland betrug 20.400 Reichsmark.
Gebaut wurde der Type 35 je nach Quelle von 1924 bis 1927 oder von 1924 bis 1930.

### Bugatti Type 35 C
Im Gegensatz zum normalen Type 35 hatte diese Ausführung einen Kompressor. Damit stieg die Motorleistung auf 125 PS. Die Höchstgeschwindigkeit lag bei 200 km/h. bis 207 km/h.
Nur für diese Variante ist eine Fahrzeugbreite von 150 cm bekannt. Trotzdem soll das Leergewicht unverändert 750 kg betragen haben. Der Wagen kostete 25.400 RM.
Bauzeit war ab 1926 oder 1927 bis 1930.

### Bugatti Type 35 T
Das T stand für das Rennen Targa Florio. Der Hub der Motoren wurde auf 100 mm verlängert. Das ergibt 2262 cm³ Hubraum. Gleitlager ersetzten Rollenlager. Der Motor leistete 105 PS. 175 km/h, 195 km/h oder 200 km/h Höchstgeschwindigkeit sind angegeben.
Die Breite von 145 cm und das Gewicht von 750 kg entsprechen der Basisversion.
Die Variante wurde von 1926 bis 1930 hergestellt.

### Bugatti Type 35 B und Type 35 TC
Der Type 35 B ist die Kombination aus dem größeren Motor mit 2262 cm³ Hubraum und Kompressor. Der Type 35 TC ist ein Type 35 T mit Kompressor. Der Motor leistet laut einer Quelle 140 PS, laut einer anderen 130 bis 150 PS.
Abmessungen und Gewicht änderten sich laut mehrerer Quellen nicht. Allerdings nennt eine Quelle speziell für die 1927er Ausführung 3683 mm Länge und 1321 mm Breite an. Als Höchstgeschwindigkeit erreichten die Modelle je nach Quelle 193 km/h, 210 km/h oder 215 km/h.
Produktionszeitraum war von 1927 bis 1930.

### Bugatti Type 35 A
Der Type 35 A ist im Gegensatz zu den anderen Varianten kein Renn-, sondern ein Sportwagen. Er wird auch Course Imitation oder Técla genannt. Er hat den 2-Liter-Motor ohne Kompressor. Mit nur drei Kugellagern ist die Kurbelwellenlagerung einfacher gestaltet. Das Verdichtungsverhältnis ist niedriger als bei den anderen Ausführungen. Das Ergebnis sind 75 PS oder 90 PS.
Das Leergewicht beträgt 740 kg. Die Höchstgeschwindigkeit ist mit 155 km/h oder 160 km/h angegeben. Üblicherweise haben die Fahrzeuge Drahtspeichenräder.
Der Neupreis in Deutschland belief sich 1927 auf 13.300 RM und zwei Jahre später auf 12.000 RM.
Bauzeit war je nach Quelle von 1925 bis 1930 oder von 1926 bis 1929. Eine andere Quelle sagt, dieses Modell sei im Mai 1925 erschienen und bis 1927 angeboten worden.

## Motorsport

### Grand-Prix-Siege
1926 gewann Aymo Maggi den Grand Prix von Italien und Bartolomeo Costantini die Grand Prix von Spanien und Mailand.
1927 siegte Emilio Materassi in San Sebastián und Tripolis, Philippe Étancelin in Antibes und Tazio Nuvolari sowohl am Gardasee als auch in Rom.
1928 gab es Siege durch William Grover-Williams beim Großen Preis von Frankreich und durch Louis Chiron in Italien, Antibes, Rom, San Sebastián und Spanien.
1929 gewann Williams in Monaco und Frankreich, Étancelin in Antibes und Chiron ein Sportwagenrennen in Deutschland.
Für 1930 sind Siege durch René Dreyfus in Monaco, Étancelin in Frankreich und Algerien und Chiron in Belgien bekannt.

### Siege bei der Targa Florio
Bartolomeo Costantini gewann 1925 und 1926 die Targa Florio auf Sizilien. 1927 war Emilio Materassi der Sieger. Albert Divo gewann 1928 und 1929.

## Stückzahlen und Weiteres
Eine Quelle besagt, dass von Type 35 und Type 36 zusammen 340 Fahrzeuge gefertigt wurden. Da für den Type 36 drei Stück überliefert sind, bleiben 337 für den Type 35 übrig. Davon entfallen 130 auf den Type 35 A. Insgesamt sind 148 erhaltene Fahrzeuge bekannt.
Andere Quellen nennen etwa 200 bzw. 210 hergestellte Fahrzeuge. Die letztgenannte Quelle meint allerdings an anderer Stelle, dass 87 Basis und 180 A entstanden, was schon oberhalb von 210 liegt.
Eine weitere Quelle nennt für Type 35 und Type 39 zusammen etwa 210 Fahrzeuge. Für den Type 39 sind 18 bis 20 Stück bekannt, woraus sich 190 bis 192 für den Type 35 errechnen lassen.
Die Internetseite conceptcarz.com kommt auf 343 Fahrzeuge, die sich wie folgt aufteilen: 96 Basis, 50 C, 13 T, 45 B und TC, 139 A.
Nachfolger wurde der Type 51.
Der Type 52 ist eine Miniaturausgabe des Fahrzeugs für Kinder.

## Technische Daten des Bugatti Type 35 B (Baujahr 1927)

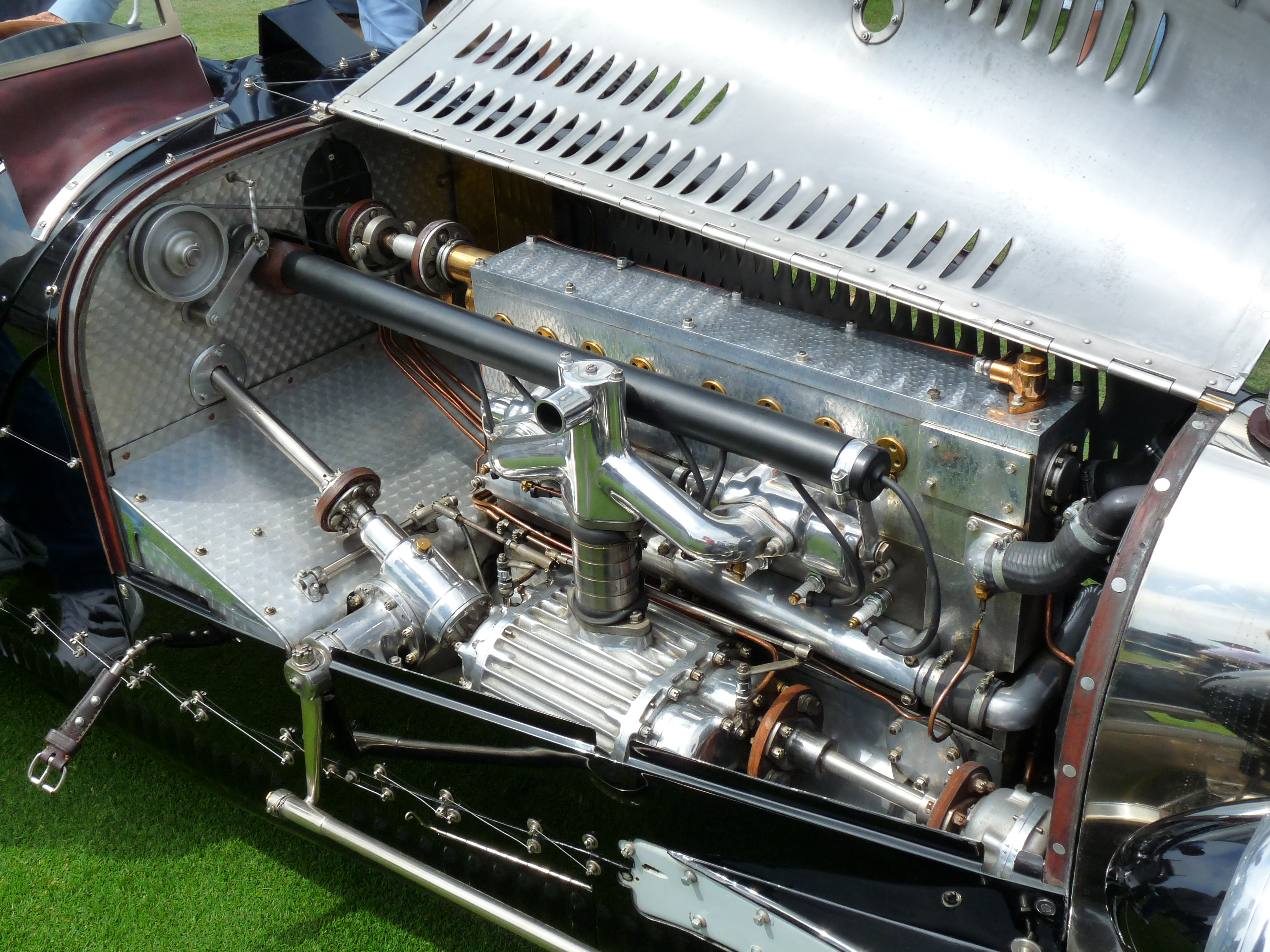
Motor des Type 35 B, vorn der Roots-Kompressor, links das Lenkgetriebe

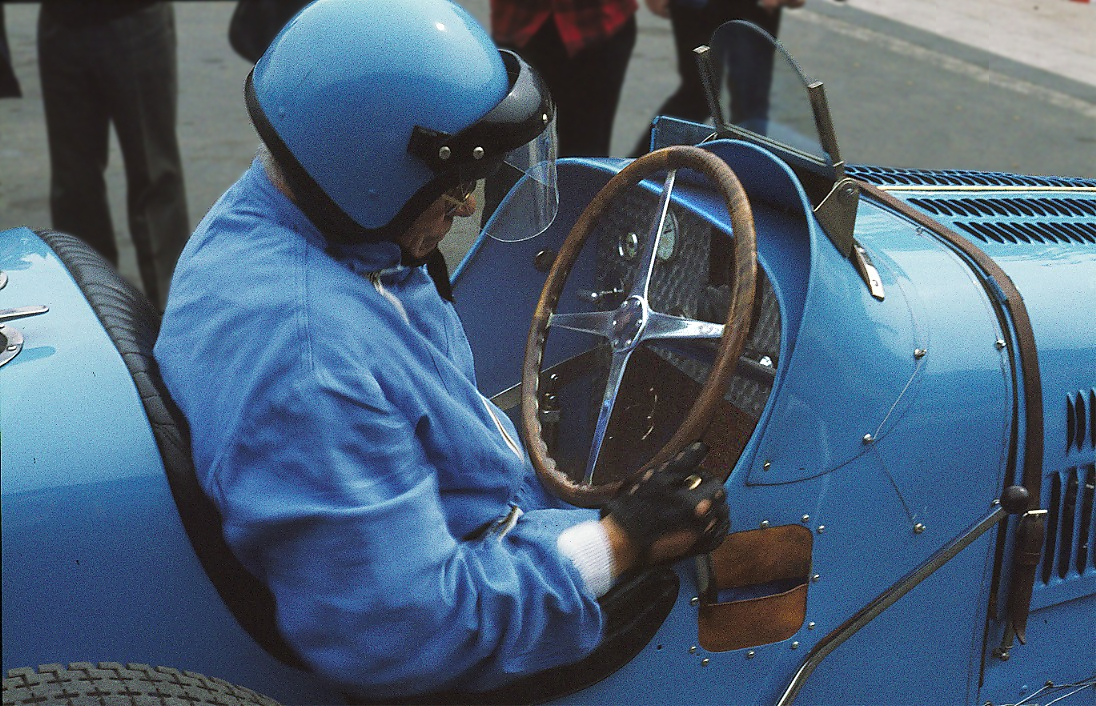
Helmut Schellenberg im Bugatti T 35 C: Erster Gang wird eingelegt

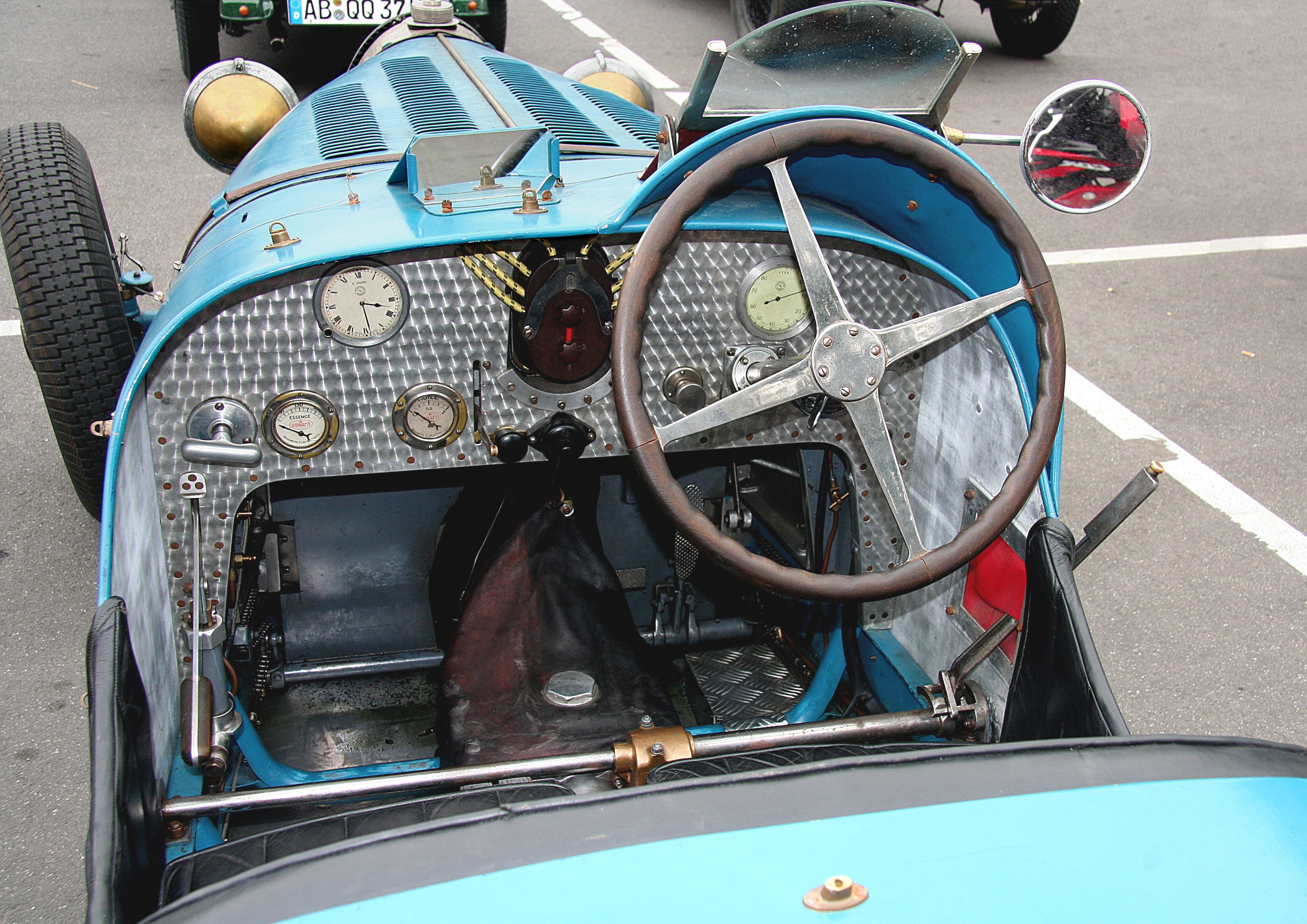
Cockpit Type 35 B

Die Angaben sind der Enzyklopädie des Automobils entnommen.
| Bugatti Type 35 B (Baujahr 1927) | Bugatti Type 35 B (Baujahr 1927) |
| -------------------------------- | --- |
| Baujahr                          | 1927 |
| Motor                            | Achtzylinder-Reihenmotor (2 Monoblöcke), vorn längs hinter der Vorderachse |
| Hubraum                          | 2262 cm³ |
| Bohrung × Hub                    | 60 mm × 100 mm |
| Leistung                         | 130–150 PS |
| Ventilsteuerung                  | 3 Ventile pro Zylinder (2 Einlassventile, 1 Auslassventil), obenliegende Nockenwelle, mit Königswelle angetrieben |
| Gemischbildung                   | 2 Solex- oder Zenithvergaser mit Roots-Kompressor |
| Kraftübertragung                 | Mehrscheibenkupplung im Ölbad, nichtsynchronisiertes Vierganggetriebe (vom Motor getrennt eingebaut, Schalthebel rechts außen an der Karosserie zu greifen), Kardanwelle, den Anforderungen anzupassende Achsübersetzung |
| Rahmen und Radaufhängung         | Leiterrahmen, Starrachsen mit Blattfedern vorn und hinten |
| Bremsen                          | mit Seilzug mechanisch betätigte Trommelbremsen vorn und hinten |
| Lenkung                          | Schneckenlenkung; Vierspeichenlenkrad rechts, 1 Umdrehung von Anschlag zu Anschlag |
| Maße (Länge × Breite)            | 3683 mm × 1321 mm |
| Radstand                         | 2400 mm |
| Spurweite (vorn/hinten)          | 1143 mm/1194 mm |
| Gewicht                          | 750 kg |
| Höchstgeschwindigkeit            | 193 km/h |
| Karosserie                       | zweisitziger Rennwagen, Tank hinter den Sitzen eingebaut |